# Lijst van trainers van Charlotte FC
Deze lijst omvat de voetbalcoaches die de Amerikaanse club Charlotte hebben getraind vanaf 2022 tot op heden.
| Seizoen | Trainer(s)                             | Prijzen | Bijzonderheden |
| ------- | -------------------------------------- | ------- | -------------- |
| 2025    | Dean Smith                             |         | 0              |
| 2024    | Dean Smith                             |         | 0              |
| 2023    | Christian Lattanzio                    |         | 0              |
| 2022    | Christian Lattanzio                    |         | 0              |
| 2022    | Miguel Ángel Ramírez (tot 31 mei 2022) |         | 0              |